# The Baroque Cycle
The Baroque Cycle är en romanserie på engelska av Neal Stephenson.
Bokserien består av tre volymer, som i sin tur består av flera romaner var:
- Volym 1: Quicksilver (2003), vinnare av Clarke Award, nominerad till Locus Award.[1]
  - Bok 1: Quicksilver.
  - Bok 2: The King of the Vagabonds.
  - Bok 3: Odalisque.
- Volym 2: The Confusion (2004).
  - Bok 4: Bonanza.
  - Bok 5: The Juncto.
- Volym 3: The System of the World (2004), vinnare av Locus Award, nominerad till Clarke Award.[2]
  - Bok 6: Solomon's Gold.
  - Bok 7: Currency.
  - Bok 8: The System of the World.

## Fotnoter
1. ↑  ”SCIENCE FICTION & FANTASY BOOKS BY AWARD: Quicksilver”. Worlds Without End. http://www.worldswithoutend.com/novel.asp?ID=579. Läst 11 december 2009.
2. ↑  ”SCIENCE FICTION & FANTASY BOOKS BY AWARD: The System of the World”. Worlds Without End. http://www.worldswithoutend.com/novel.asp?ID=578. Läst 11 december 2009.